# 毛凤仙花
毛凤仙花（学名：Impatiens lasiophyton）为凤仙花科凤仙花属的植物，为中国的特有植物。分布于中国大陆的广西、贵州、云南等地，生长于海拔1,700米至2,700米的地区，一般生长在山谷阴湿处、水沟边及密林中，目前尚未由人工引种栽培。